# Herpetacanthus
- Commons
- Wikispecies

Herpetacanthus Nees, segundo o Sistema APG II, é um gênero botânico da família Acanthaceae.

## Espécies
| - Herpetacanthus acuminatus - Herpetacanthus decipiens - Herpetacanthus longiflorus - Herpetacanthus macahensis - Herpetacanthus macrophyllus - Herpetacanthus melancholicus | - Herpetacanthus panamensis - Herpetacanthus rotundatus - Herpetacanthus rubiginosus - Herpetacanthus schultzii - Herpetacanthus stenophyllus - Herpetacanthus tetrandrus |

- «Lista das espécies»

## Nome e referências
Herpetacanthus C.G.D. Nees ,Moricand, 1847

## Classificação do gênero
| Sistema | Classificação                       | Referência            |
| ------- | ----------------------------------- | --------------------- |
| APG II  | Ordem Lamiales, família Acanthaceae | APweb, versão 9, 2008 |